# Chūichi Hara

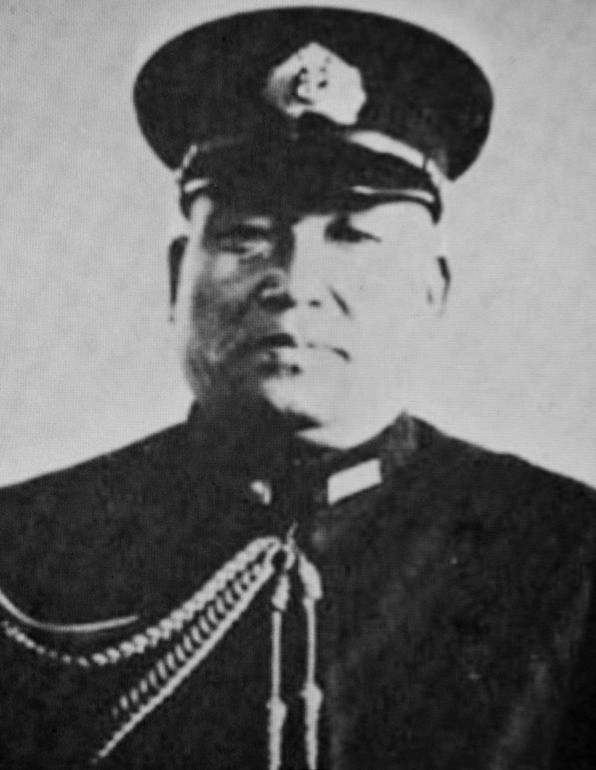
Vizeadmiral Hara Chūichi

Hara Chūichi (japanisch 原 忠一; * 15. März 1889 in Matsue, Präfektur Shimane, Japan; † 17. Februar 1964, Japan) war ein Admiral in der Kaiserlich Japanischen Marine während des Zweiten Weltkrieges.

## Biographie
Hara graduierte mit der 39. Klasse der Kaiserlichen Japanischen Marine Akademie in Hiroshima im Jahre 1911 als 85. von 149 Kadetten. Als Fähnrich zur See diente er auf dem Panzerkreuzer Aso und dann auf dem Panzerkreuzer Ibuki. Nach seiner Beförderung zum Leutnant zur See wurde er zunächst auf das japanische Linienschiff Settsu und danach auf dem Geschützen Kreuzer Akashi versetzt.
Nachdem er sowohl die Torpedoschule als auch die Marineartillerieschule besucht hatte, wurde er zum Oberleutnant zur See befördert und diente im Ersten Weltkrieg auf dem Zerstörer Asakaze, gefolgt vom Dienst auf dem Panzerkreuzer Yakumo und dann auf dem Schlachtschiff Kongō. Allerdings hat er an keinen Aktionen teilgenommen.
Nach dem Ende des Ersten Weltkrieges von 1918 bis 1919 kehrte Hara für eine Fortgeschrittenenschulung im Torpedokrieg an die Marineschule zurück. Danach wurde er Leitender Torpedooffizier auf dem Zerstörer Hakaze, dann auf dem Zerstörer Yukaze und schließlich im Jahre 1922 auf dem Kreuzer Ōi.
1923–1924 besuchte Hara die Marine Kriegs Hochschule und wurde zum Korvettenkapitän befördert. Im Dezember 1926 erhielt er sein erstes Kommando über ein Schiff, den Zerstörer Tsuga. 1920 wurde er zum Fregattenkapitän befördert und wurde in den frühen 1930er Jahren Lehrer an verschiedenen Marine Waffenschulen. 1932 bekam er wieder ein Schiffskommando und zwar auf dem Kanonenboot Ataka und wurde 1933 zum Kapitän zur See befördert.
1933 und 1934 war Hara Marineattaché der japanischen Botschaft in Washington, D.C. Als er nach Japan zurückkehrte, übernahm er von November 1934 bis November 1935 das Kommando über den Leichten Kreuzer Tatsuta. Dann bekleidete er verschiedene Positionen im Stab der Kaiserlich Japanischen Marine, bis er am 15. November 1939 zum Konteradmiral befördert wurde.

## Zweiter Weltkrieg
Während des Angriffes auf Pearl Harbor befehligte Hara die Fünfte Trägerdivision der Kaiserlich Japanischen Marine. In seiner Division waren die beiden neuesten Flugzeugträger der Flotte, die Zuikaku und die Shokaku. Nach Beendigung des Angriffes hatte die Fünfte Trägerdivision den Auftrag, den Rückzug der japanischen Flotte gegen eventuelle US-amerikanische Verfolger und U-Boote zu decken.
Während der Schlacht im Korallenmeer im Südpazifik versenkte die Fünfte Trägerdivision den US-Träger Lexington, aber die Shōkaku wurde durch Bomben schwer beschädigt, viele ihrer Flugzeuge sowie auch von der Zuikaku waren verloren gegangen und beide Träger fehlten aus diesem Grund bei der Schlacht um Midway, weil sie einige Monate außer Gefecht gesetzt waren.
Anschließend hatte Hara das Kommando über die Achte Kreuzer Division, die aus den Schweren Kreuzern Tone und Chikuma mit Begleitzerstörern bestand. Während des langen und erbitterten Kampfes mit den Amerikanern um die Salomonen nahm Hara mit seinen Schiffen an der Schlacht bei den Ost-Salomonen vom 23.–25. August 1942 teil, ebenso an der Schlacht bei den Santa-Cruz-Inseln am 26. Oktober 1942.
Während der Schlacht bei den Ost-Salomonen war der Achten Kreuzer Division der leichte Flugzeugträger Ryūjō zugeteilt. Dieser sollte zum einen die überlegenen US-amerikanischen Streitkräfte ablenken und zum anderen den Flughafen 'Henderson Field' auf Guadalcanal angreifen. Hara sandte eine Streitmacht bestehend aus sechs Nakajima B6N Bombern und fünf Mitsubishi A6M Jägern, nach Guadalcanal, die allerdings nur leichte Schäden am Flughafen verursachen konnten. Eine zweite Gruppe mit neun Mitsubishi A6M mit Bomben war nicht erfolgreicher. Inzwischen hatten amerikanische Aufklärer die Ryūjō entdeckt und gemeldet. Daraufhin griffen etwa 70 Bomber und Torpedoflugzeuge an und versenkten die Ryūjō.
Nach dem schweren amerikanischen Angriff auf die große japanische Basis auf Truk, der Operation Hailstone im Jahre 1944 wurde Admiral Hara angewiesen, Kobayashi Masami als Oberkommandeur der Japanischen 4. Flotte abzulösen. Tatsächlich befehligte er die Landbasis auf Truk, denn es befanden sich keine Kriegsschiffe mehr dort. Truk war beim sogenannten Island Hopping von den US-Streitkräften 'übersprungen' worden, war nun isoliert und wurde nicht erobert. Admiral Hara war auf Truk gefangen, ohne Nachschub und Verstärkungen bis zur Kapitulation Japans am 2. September 1945.
Nach Kriegsende wurde Hara von den US-Behörden verhaftet, zurück nach Japan gebracht und im Sugamo-Gefängnis in Tokio inhaftiert. Er wurde nach Guam gebracht und mit anderen japanischen Offizieren wegen 'Pflichtverletzungen im Zusammenhang mit Verstößen gegen das Kriegsrecht durch Mitglieder ihres Kommandos' angeklagt. Grund war die Exekution amerikanischer Flugzeugbesatzungen während der Luftangriffe auf Truk. Vizeadmiral Hara war der ranghöchste Offizier der Garnison auf Truk, der wegen Kriegsverbrechen angeklagt wurde. Er wurde schuldig gesprochen und zu sechs Jahren Gefängnis verurteilt. Die Strafe saß er im Sugamo-Gefängnis ab.
Am 19. April 1951 wurde Hara aus dem Gefängnis entlassen. Den Rest seines Lebens widmete Hara der Sicherung japanischer staatlicher Renten und Entlastungen für die Familien japanischer, koreanischer und taiwanesischer Soldaten, die wegen Kriegsverbrechen inhaftiert waren. Hara war bis zu seinem Tode im Jahre 1964 Ratsmitglied des Justizministeriums in Japan.

## Darstellung in Medien
Chūichi Hara erschien in dem Film Tora! Tora! Tora! aus dem Jahr 1970 und wurde vom japanischen Schauspieler Kan Nihonyanagi verkörpert.

## Weitere Literatur
- Andrieu D'Albas: Death of a Navy: Japanese Naval Action in World War II. Devin-Adair Pub, 1965, ISBN 0-8159-5302-X (englisch).
- Masanori Ito: The End of the Imperial Japanese Navy. reissue Auflage. Jove, 1986, ISBN 0-515-08682-7 (englisch).
- Klaus Lindemann: Hailstorm Over Truk Lagoon: Operations Against Truk by Carrier Task Force 58, 17 and 18 February 1944, and the Shipwrecks of World War II. Resource Publications, Oregon, USA 2005, ISBN 1-59752-347-X (englisch).
- Samuel Eliot Morison: Aleutians, Gilberts and Marshalls, June 1942-April 1944, History of United States Naval Operations in World War II. Little, Brown and Company, Boston 1961 (englisch).
- Mark Peattie: Nan'Yo: The Rise and Fall of the Japanese in Micronesia, 1885-1945 (Pacific Islands Monograph Series). University of Hawaii Press, 1992, ISBN 0-8248-1480-0 (englisch).